# Ascogaster acuta
Ascogaster acuta är en stekelart som beskrevs av Tang och Marsh 1994. Ascogaster acuta ingår i släktet Ascogaster och familjen bracksteklar. Inga underarter finns listade.